# Aleksandr Val'terovič Litvinenko
Aleksandr Val'terovič Litvinenko (in russo Александр Вальтерович Литвиненко?; Voronež, 4 dicembre 1962 – Londra, 23 novembre 2006) è stato un agente dei servizi segreti russi, divenuto poi un dissidente.
Il 1° novembre 2006, Litvinenko si ammalò improvvisamente e fu ricoverato in ospedale dopo essere stato avvelenato con polonio-210, morendo per avvelenamento il 23 novembre. Il rapporto del 2016, presentato da Sir Roberto Owen al Parlamento inglese, si basa sulle indagini effettuate dal Metropolitan Police Service. Dal rapporto si evince che Andrey Lugovoy e Dmitri Kovtun furono i principali sospettati dell'avvelenamento, ma non subirono mai alcun processo, perché la Russia rifiutò la richiesta di estradizione. Il rapporto inoltre dichiarò: "Gran parte delle prove che ho ascoltato nel corso dell'inchiesta hanno toccato la possibilità che una o più organizzazioni dello Stato russo possano aver ordinato l'uccisione del signor Litvinenko, o che possano essere state coinvolte o complici della sua morte."

## Biografia
Arruolatosi nell'Armata Rossa per seguire le orme del padre e divenuto sottotenente, viene notato dai reclutatori del KGB e successivamente assegnato al Terzo direttorato, che si occupava dell'Analisi e soppressione delle attività delle organizzazioni criminali, dopo il 1991 ad una unità di controterrorismo e successivamente nel FSB.
Litvinenko assunse una posizione molto critica nei confronti del potere russo, in particolare verso il presidente Vladimir Putin. Accusò pubblicamente i suoi superiori di aver organizzato un piano per assassinare il milionario Boris Abramovič Berezovskij, il quale verrà trovato morto nella sua residenza nei pressi di Londra in circostanze non chiarite il 23 marzo 2013, in apparenza per un suicidio.
Litvinenko venne accusato di aver maltrattato un arrestato durante un interrogatorio; venne mostrata una videocassetta dove si vedeva un militare che picchiava un uomo seduto, Litvinenko riuscì a rintracciare il video originale e dimostrò di non essere lui l'uomo che picchiava. Venne comunque imprigionato per otto mesi in attesa del processo e successivamente rilasciato per insufficienza di prove. Non sentendosi più al sicuro in Russia decise di andare in esilio.
Pensò di andare in Italia, dove viveva suo fratello Maxim, ma il suo ex capo, generale Anatoly Trofimov, glielo sconsigliò in quanto a suo dire l'Italia, insieme alla Germania, era il paese più infiltrato dal KGB (secondo l'europarlamentare Gerard Batten, Trofimov citò Romano Prodi come esempio, dicendo che era un "loro uomo"). Litvinenko trovò asilo nel Regno Unito, dove ottenne lo status di rifugiato politico. Qui strinse amicizia con lo storico dissidente russo Vladimir Bukovsky, il quale confermò che Litvinenko riceveva minacce telefoniche dai suoi ex colleghi di Mosca.
Nel 2002 pubblicò un libro (Russia. Il complotto del KGB), finanziato da Berezovskij, in cui accusava gli agenti del FSB di essere i veri responsabili della serie di attentati esplosivi occorsi in Russia tra l'agosto e il settembre del 1999 e che fecero più di trecento vittime. Gli attentati, ufficialmente attribuiti ai separatisti ceceni, sarebbero stati realizzati per giustificare la ripresa delle operazioni militari russe in Cecenia (vedi Seconda guerra cecena). In un suo libro successivo (Gang from Lubyanka) Litvinenko accusò Putin di esserne il mandante.

### Le accuse a Romano Prodi

#### La rivelazione di Batten
L'europarlamentare Gerard Batten, del Partito per l'Indipendenza del Regno Unito, denunciò il 3 aprile 2006 al Parlamento europeo che a Litvinenko era stato riferito dal generale Anatolij Vasil'evič Trofimov che Romano Prodi era un our man (in italiano: un nostro uomo), ossia un agente del KGB in Italia, e che Litvinenko stesso aveva dato questa informazione all'italiano Mario Scaramella. Nel suo intervento, Batten non disse se aveva ricevuto le informazioni direttamente da Litvinenko. Lo stesso generale Trofimov era stato assassinato insieme alla moglie con raffiche di mitra.
La BBC sostenne nel suo programma Panorama di essere entrata in possesso di un documento, classificato come "segretissimo" dal Governo italiano, in cui Litvinenko accusa Romano Prodi di essere un amico del KGB. Nella stessa puntata di Panorama Scaramella sostiene di aver appreso da "fonti qualificate", incluso lo stesso Litvinenko, che alcuni funzionari (officers) a Mosca consideravano Prodi "un loro uomo, un uomo del KGB".
Tuttavia, secondo quanto riporta la Repubblica, in un'intervista non registrata a Litvinenko rilasciata quasi due anni prima e uscita pochi giorni dopo la sua morte, lo stesso affermò di non aver mai sentito parlare di Prodi e di non avere alcuna prova su di lui.
Vi sono alcune incongruenze temporali a favore della tesi della manipolazione dell'intervista: ad esempio, nell'intervista Litvinenko si dice "colpito" perché su il Giornale di Berlusconi era apparso un articolo che lo citava, mentre l'articolo in questione apparirà solo nel 2006.
In un'intervista (sempre a la Repubblica) Oleg Gordievskij conferma invece che Litvinenko riferì a Scaramella quanto aveva appreso su Prodi da Trofimov. Gordievskij sostiene però che riferì "una circostanza non vera" e che "Aleksandr, per ragioni legate alle continue difficoltà economiche, avesse alla fine deciso di dire a Scaramella quel che Scaramella voleva sentirsi dire".
Gordievsky smentì l'intervista, definendola "fabbricata al 90%" e anche successivamente in un'intervista a Paolo e Sabina Guzzanti confermò più volte la versione diffusa da Guzzanti. Gordievsky disse che Litvinenko era "un uomo assolutamente onesto, poverissimo e che non si è mai venduto a nessuno", e riferendosi all'intervista de la Repubblica: "È stata forzata oltre ogni limite [...] Il resto dell'intervista è stata una vera montatura, un gonfiaggio. Mi facevano le domande e mi davano anche le risposte".

### La morte

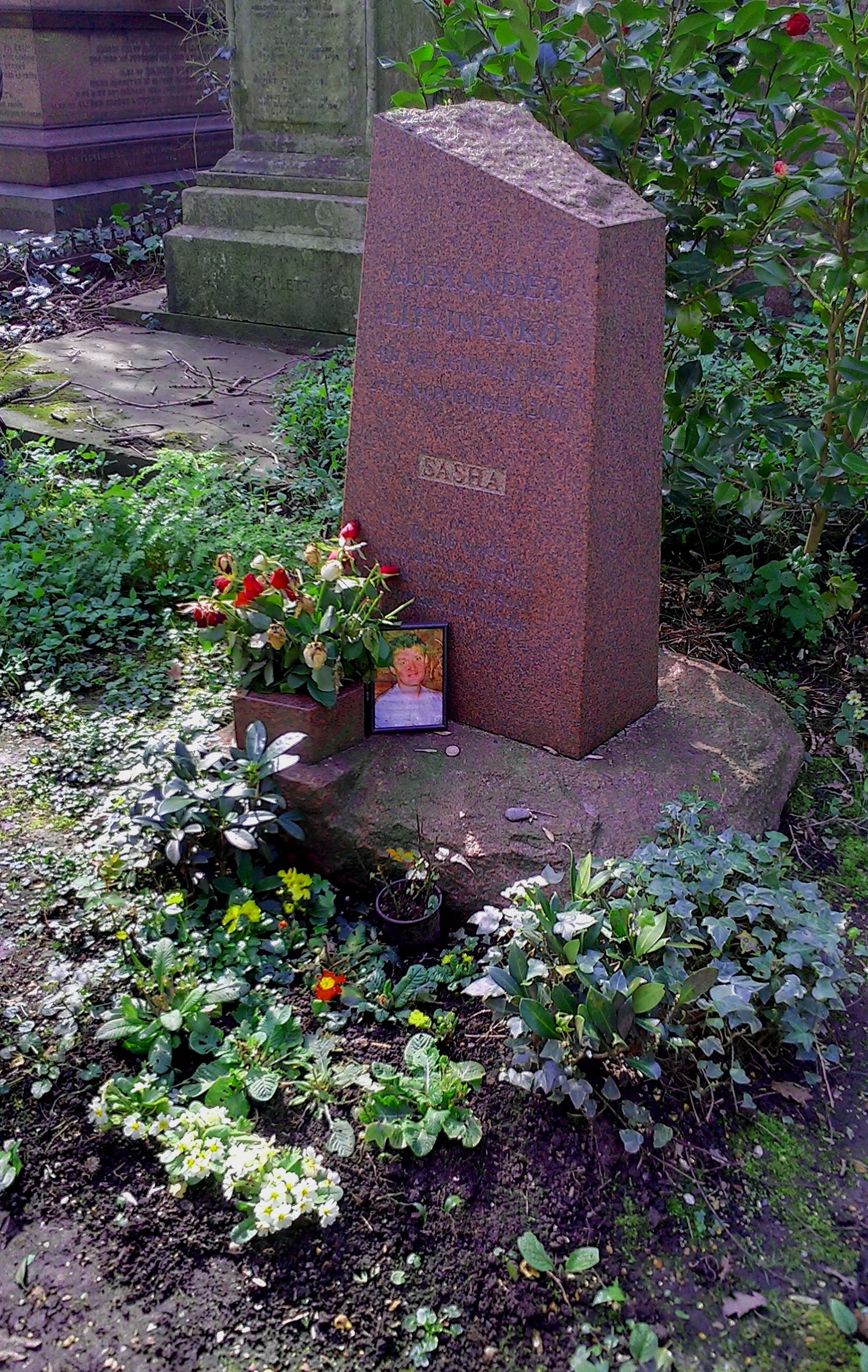
Tomba di Litvinenko nel 2017.

Il 23 novembre 2006 Litvinenko è morto a causa di un avvelenamento da radiazione da polonio-210, un isotopo radioattivo del polonio, in circostanze poco chiare. Tracce di polonio sono state individuate in diversi locali nei quali Litvinenko si trovava prima del ricovero, in particolare nel sushi bar Itsu di Piccadilly, dove aveva pranzato insieme a Scaramella (ma non dove Litvinenko sedette con Scaramella, bensì dove si era precedentemente intrattenuto con gli ex agenti del KGB Andrei Lugovoi e Dimitri Kovtun).
In realtà Scaramella non toccò cibo, e sia per questo, sia perché era apparso agitato ed ansioso, Litvinenko inizialmente sospettò proprio che Scaramella lo avesse avvelenato. In realtà, stando a quanto afferma il senatore Paolo Guzzanti in un'intervista, Scaramella era arrivato a Londra sia perché Igor Ponomariov gli aveva detto di avere importanti ulteriori notizie da dargli sia per parlare con Litvinenko delle minacce contenute negli ultimi rapporti di Evgenij Limarev, figlio di Lev Limarev, un generale maggiore dell'SVR, capo degli agenti illegali dell'intelligence sovietica. Tuttavia Igor Ponomariov la sera prima era morto al teatro in modo misterioso. L'ambasciata russa a Londra aveva fatto prelevare immediatamente la salma, vietando l'autopsia avvalendosi dei diritti diplomatici e spedendo il cadavere a Mosca, dove fu immediatamente cremato.
Prima di morire, Litvinenko ha accusato pubblicamente il presidente russo Vladimir Putin di essere il responsabile del suo avvelenamento e il mandante dell'omicidio della giornalista Anna Politkovskaja. In un articolo scritto da Litvinenko stesso nel luglio, e pubblicato online su Zakayev's Chechenpress, lo ha accusato di pedofilia, dichiarando anche che Putin, nel periodo in cui fu dirigente dell'FSB poco prima di divenire presidente, rovistò negli archivi e approfittò della sua posizione per distruggere il materiale compromettente per la propria immagine.
Nei giorni seguenti alla morte del dissidente russo, avvenuta a Londra, altre persone sono state ricoverate per aver accusato sintomi d'avvelenamento per esposizione a radiazioni. Oltre 300 persone si sono rivolte alla Health Protection Agency (HPA, Agenzia per la protezione della salute britannica), dopo che questo ente aveva lanciato un appello a tutti coloro che potevano essersi trovati nei due locali - il sushi bar Itsu, nei pressi di Piccadilly Circus e il Pine Bar del Millennium Hotel a Grosvenor Square - frequentati da Litvinenko prima di sentirsi male e in cui potrebbe essere stato avvelenato.
Tracce di polonio furono trovate anche su due aerei Boeing 767 della British Airways e il servizio sanitario britannico chiese ai 33.000 passeggeri che avessero utilizzato quei velivoli nelle 4 settimane precedenti di presentarsi per un controllo.
Sulla morte del dissidente russo in esilio è stato scritto e prodotto da Andrej Nekrasov un documentario dal titolo Rebellion: The Litvinenko Case (2007) e la sua morte è stata anche riportata nel popolare show americano 1000 modi per morire.